# Шабанка

Бассейн Вятки

Шабанка — река в Малмыжском районе Кировской области, левый приток Вятки (бассейн Волги).
Устье реки находится в 2,9 км по левому берегу старицы Староречье Агельдино. Длина реки составляет 46 км. Площадь водосборного бассейна — 400 км². В 11 км от устья по левому берегу принимает реку Малая Шабанка.
Исток реки в лесу в 10 км к востоку от села Константиновка. В верховьях называется также Большая Шабанка. Река течёт на юго-запад, затем на юг. Верхнее течение проходит по ненаселённому лесу, в нижнем течении на реке стоят деревни Пижинерь, Малый Сатнур и Большой Сатнур. В низовьях выходит на низменную заболоченную пойму Вятки, течёт параллельно вятской старице Староречье Агельдино, в которую и впадает тремя километрами выше слияния старицы с основным руслом Вятки.
Притоки — Малая Шабанка (левый), Кугенер (правый).

## Данные водного реестра
По данным государственного водного реестра России относится к Камскому бассейновому округу, водохозяйственный участок реки — Вятка от водомерного поста посёлка городского типа Аркуль до города Вятские Поляны, речной подбассейн реки — Вятка. Речной бассейн реки — Кама.
Код объекта в государственном водном реестре — 10010300512111100040234.